# トゥールーズ天文台
トゥールーズ天文台(Observatoire de Toulouse)は、1733年に設立されたフランスのトゥールーズにある天文台である。
l'Academie des Sciences, Inscriptions et Belles-Lettres de Toulouseによって設立され、1841年と1981年に移設された。
1987年、トゥールーズ天文台のGenevieve Soucailらは、Abell 370が青い環状の構造を持つことを示すデータを得て、これを重力レンズ効果であるとする解釈を提案した。
1990年代には、他の組織と合同でカナダ・フランス・ハワイ望遠鏡の開発に取り組んだ。

## 所長
フェリックス・チスランは、1873年から1878年まで務めた有名な所長である。彼はRecueil d'exercices sur le calcul infinitesimalを出版し、1874年に日本を訪れる等、何度かの遠征調査を行った。アンリ・J・ペロタンはチスランの助手で、彼らは1878年にパリ天文台に移った。ティスランの後はバンジャマン・バイヨーが継いだ。
| 所長                   | 生年      | 在職      |
| ---------------------- | --------- | --------- |
| Frederic Petit         | 1810?1865 | 1838?1865 |
| Theodore Despeyrous    | 1815?1883 | 1865?1866 |
| Pierre Daguin          | 1814?1884 | 1866?1870 |
| フェリックス・チスラン | 1845?1896 | 1873?1878 |
| バンジャマン・バイヨー | 1848?1934 | 1878?1907 |
| ウジェーヌ・コセラ     | 1866?1931 | 1908?1931 |
| Emile Paloque          | 1891?1982 | 1931?1960 |
| Roger Bouigues         | 1920?     | 1961?1971 |
| Jean Rosch             | 1915?1999 | 1971?1981 |

## 望遠鏡
天文台は、多くの望遠鏡を用いてきた。例えば、83cm口径の反射望遠鏡は、1875年に設置された。

## 関連文献
- Levy, Jacques R. (1970–1980). "Bigourdan, Camille Guillaume". Dictionary of Scientific Biography. Vol. 2. New York: Charles Scribner's Sons. pp. 126–127. ISBN 978-0-684-10114-9。